# كاستيلريلو ماتاجودايوس
بلدية كاستيلريلو ماتاجودايوس (بالإسبانية: Castrillo Matajudíos)‏, هي إحدى بلديات مقاطعة برغش, التي تقع في منطقة قشتالة وليون, والتي تقع في شمال غرب إسبانيا.
يبلغ عدد سكانها 80 نسمة وفقاً لإحصائية سنة (2002).